# Emanzipatorische Linke
Die Emanzipatorische Linke (Ema.Li) ist eine Strömung innerhalb der Partei Die Linke. Sie vertritt linksliberale, radikaldemokratische und emanzipatorische Standpunkte. Freiheit und Sozialismus seien demnach kein Widerspruch, sondern bedingten sich gegenseitig. Im Vergleich zu den anderen Strömungen wird in der Emanzipatorischen Linken besonders stark über die Bedingungen einer veränderten Arbeitswelt diskutiert, beispielsweise mit Ansätzen wie dem bedingungslosen Grundeinkommen. Die Ema.Li spricht sich gegen eine „sozialkonservative“ Politik sowie gegen antisemitische Tendenzen in Teilen der Partei Die Linke aus und betont das individuelle Recht auf Selbstbestimmung.
Anders als in den übrigen Strömungen sind Doppelmitgliedschaften ausdrücklich erlaubt.

## Struktur
Die Ema.Li entstand in der PDS und konstituierte sich formal am 23. Mai 2009 als Strömung innerhalb der Partei. Der Ema.Li steht ein sechsköpfiger Koordinierungskreis vor. Prominente Vertreter der Strömung sind beispielsweise Katja Kipping, Christoph Spehr, Anne Helm, Caren Lay und Lena Kreck.